# ジョン・グリーンウェイ
ジョン・キャンベル・グリーンウェイ（英:John Campbell Greenway、1872年7月6日 - 1926年1月19日）は、アメリカ合衆国の鉱山、鉄鋼および鉄道会社の経営者であり、合衆国内の多くの州で多くの事業を行った。軍人としては騎兵と歩兵として目立った功績を残した。

## 伝記
グリーンウェイはアラバマ州ハンツビルで生まれ、フィリップス・アカデミー、アンドーバー、さらにバージニア大学で学び、最終的に1895年にイェール大学のシェフィールド科学学校を卒業した。最初はカーネギー鉄鋼会社の製鉄炉操作者として勤めたが短期間に終わり、米西戦争でセオドア・ルーズベルトのラフ・ライダーズに参加した。サン・フアン・ヒルの戦いでのその勇敢な行動で銀星章を獲得した後、ルーズベルト大佐から大尉への名誉昇進を推薦された。
1899年から、グリーンウェイはアリゾナ州全体にある多くの鉱山、製鉄および鉄道会社の経営的役職に就いた。ターボ木材洗浄機を発明し、アリゾナ州アホの町を建設した。アメリカ合衆国が第一次世界大戦に参戦する前の1年間はアリゾナ大学の理事を務めた。
第一次世界大戦の間は戦闘中の英雄的な行動で特に称賛され、カンブレーの戦いでの勇敢さを表彰された。フランスはクロワ・ド・ゲール（戦争勲章）、レジオンドヌール勲章およびクロワ・ド・レトワール（星章）をグリーンウェイに授章した。アメリカ陸軍の殊勲十字章も受けた。
1919年グリーンウェイは歩兵大佐となり、3年後には准将に昇進した。
ジョン・グリーンウェイは1926年にニューヨーク市で死ぬまで実業界での活動を続けた。
1930年、アリゾナ州はアメリカ合衆国議会議事堂の国立彫像ホール・コレクションにグリーンウェイの銅像を寄贈した。グリーンウェイの高祖父であるエフライム・マクドウェル博士の銅像も1929年にケンタッキー州から国立彫像ホール・コレクションに収められた。
アリゾナ州フェニックスの主要大通りや、同じくフェニックスの高校はグリーンウェイの栄誉を称えてその名前を付けられた。